# Franchot Tone
Franchot Tone, rojen Stanislaus Pascal Franchot Tone, ameriški gledališki, filmski in televizijski igralec, * 27. februar 1905, Niagara Falls, New York, ZDA, † 18. september 1968, New York, New York, ZDA.
Tone je vrhunec svoje kariere doživel s filmom Upor na ladji Bounty (1935), v katerem je nastopil ob Charlesu Laughtonu in Clarku Gablu. Zaigral je v številnih drugih filmih, med drugim Today We Live, Bombshell, Dancing Lady, The Lives of a Bengal Lancer, Dangerous, Phantom Lady in Advise & Consent. Na začetku 60. let se je redno pojavljal v televizijskih dramah, med njimi Bonanza, Wagon Train, The Twilight Zone in Alfred Hitchcock Presents.

## Zgodnje življenje
Rodil se je leta 1905 pod imenom Stanislaus Pascal Franchot Tone, kot najmlajši sin dr. Franka Jeroma Toneja, premožnega predsednika podjetja Carborundum Company, in njegove socialno angažirane žene Gertrude Van Vrancken Franchot. Njegov daljni sorodnik je bil irski republikanski politik Wolfe Tone, saj je bil njegov pra-pra-pra-pra-praded John bratranec Petra Toneja, čigar najstarejši sin je bil Theobald Wolfe Tone. Franchot Tone je imel francosko-kanadske, irske, angleške in baskovske korenine.
Po končani srednji šoli The Hill School v Pottstownu, Pensilvanija, se je vpisal na Univerzo Cornell. Kot študent je deloval kot predsednik dramskega kluba in bil izvoljen v študentsko združbo Sphinx Head Society. Pridružil se je tudi bratovščini Alfa Delta Fi. Po diplomi se je odpovedal družinskemu podjetju ter se odločil za gledališko igralsko kariero. Preselil se je v Greenwich Village, New York, in leta 1929 dobil svojo prvo pomembnejšo broadwaysko vlogo v igri The Age of Innocence, v kateri je ob njem nastopila Katharine Cornell.

## Kariera
Naslednje leto se je pridružil gledališkemu združenju Theatre Guild in odigral vlogo Curlyja v igri Green Grow the Lilacs (ki so jo kasneje predelali v slavni muzikal Oklahoma!). Zatem je postal ustanovni član slavne skupine Group Theatre, v kateri je sodeloval s Haroldom Clurmanom, Cheryl Crawford, Leejem Strasbergom, Stello Adler, Cliffordom Odetsom in mnogimi drugimi, s katerimi je sodeloval že v Theatre Guildu. Skupaj s Strasbergom je predhodno nastopil že v igri Green Grow the Lilacs. Za Toneja so bila ta leta ena najintenzivnejših in najplodnejših v življenju, saj je zaigral še v igrah 1931 (1931) in Success Story (1932).
Leta 1932 je Tone kot prvi član Group Theatra obrnil hrbet gledališkim odrom in odšel v Hollywood, potem ko so mu pri filmskem studiju MGM ponudili filmsko pogodbo. V svojih spominih na Group Theatre z naslovom The Fervent Years je Harold Clurman Toneja označil za najvzkipljivejšega in najbolj egocentričnega člana skupine. Tone je vseeno mnogo bolj cenil gledališke odre kot pa filmska platna in se je zgodnjih let v Group Theatru spominjal z veliko radostjo. Prav tako je kolegom iz skupine pogosto pošiljal finančno podporo, ki so jo velikokrat krvavo potrebovali. Na gledališke odre se je v kasnejših letih vsake toliko še vrnil.
Tone je v 30. letih poletja preživljal v letovišču Pine Brook Country Club, ki se je nahajalo na podeželju Connecticuta. Pine Brook je v tistem času postal priljubljena izletniška destinacija za številne obetavne igralce in člane Group Theatra.
Tonejev filmski prvenec je postal film The Wiser Sex (1932). Leta 1933 se je prvič vidneje predstavil širši javnosti, saj je v celem letu posnel sedem filmov, med drugim Today We Live (po scenariju Williama Faulknerja), Bombshell skupaj z Jean Harlow (s katero je sodeloval še pri treh drugih filmih) in uspešnico Dancing Lady, v kateri sta nastopila Tonejeva takratna soproga Joan Crawford in Clark Gable. Leta 1935 je odigral morebiti svojo najprepoznavnejšo filmsko vlogo, ko je za vlogo Rogerja Byama v filmu Upor na ladji Bounty prejel tudi nominacijo za oskarja za najboljšega igralca. Istega leta je posnel še filma The Lives of a Bengal Lancer in Dangerous, v katerem se je na platnu pojavil skupaj z Bette Davis.
V 40. letih je v podobnem ritmu nastopal na filmskem platnu, vendar je pogosto igral drugotne glavne ali stranske vloge. Dostikrat je igral tudi vloge ljubezenskih simpatij v filmih, ki so se osredotočali na takratne velike zvezdnice. Med njegove najuspešnejše projekte iz 40. let sodita vohunski film v režiji Billyja Wilderja Five Graves to Cairo (1943) in noir triler Phantom Lady (1944).
Leta 1949 je sproduciral in nastopil v filmu The Man on the Eiffel Tower, ki je vrhunec svoje priljubljenosti doživel šele po seriji restavracijskih del v tretjem tisočletju, po katerih so močno porasle prodaje DVD izdaj. Tonejeva vloga manično depresivnega sociopata je vključevala tudi številne prizore na Eiffelovem stolpu.
V 50. letih se je Tone znašel na nekakšnem skrivnem črnem seznamu Hollywooda (zaradi škandala s Paytonovo in Nealom), zavoljo katerega si je bil primoran delo najti na newyorški televizijski, na kateri se je med drugim pojavil kot eden od 12 porotnikov v izvirni produkciji 12 jeznih mož. Vrnil se je tudi na broadwayske odre, leta 1957 je skupaj z Wendy Hiller zaigral v predstavi A Moon for the Misbegotten. Istega leta je še sproduciral, zrežiral in nastopil v predelavi dela ruskega dramatika Antona Čehova Striček Vanja. Sočasno z broadwaysko predstavo so ustvarjalci o Čehovovi igri posneli še celovečerni film z istim naslovom, v enaki igralski zasedbi.
Na začetku 60. let se je Tone vrnil v Hollywood in nastopil v priljubljenih televizijskih dramah kot Bonanza, Wagon Train, The Twilight Zone in Alfred Hitchcock Presents. V vlogi Roberta Ashtona, Caseyjevega nadzornika, je med letoma 1965 in 1966 nastopil še v zdravniški seriji Ben Casey.
Na filmskem platnu je zaslovel v vlogi karizmatičnega umirajočega predsednika v filmu Otta Premingerja Advise & Consent (1962). Njegovi zadnji filmski vlogi sta bili zvočni vlogi v filmih In Harm's Way (1965, upodobil je admirala Husbanda E. Kimmela) in Nobody Runs Forever (1968).

## Zasebno življenje
Leta 1935 se je Tone poročil z igralko Joan Crawford, od katere se je nato ločil leta 1939. S Crawfordovo sta posnela sedem filmov: Today We Live (1933), Dancing Lady (1933), Sadie McKee (1934), No More Ladies (1935), The Gorgeous Hussy (1936), Love On The Run (1936) in The Bride Wore Red (1937).
Leta 1951 se je Tone znašel na naslovnicah časopisov, ko je v pretepu z igralcem Tomom Nealom utrpel številne obrazne poškodbe ter za 18 ur celo padel v komo. Z Nealom, ki se je v mladosti ukvarjal z boksom, sta se namreč stepla za pozornost igralke Barbare Payton. Po nizu plastičnih operacij, ki so skoraj popolnoma obnovile njegov obraz, se je s Paytonovo tudi poročil. Po enem letu zakona se je od nje leta 1952 ločil, potem ko je v roke prejel fotografije, na katerih je bilo evidentno, da je nadaljevala svoje razmerje z Nealom.
Tone se je poročil in ločil še dvakrat:
- manekenka in igralka Jean Wallace (1941–1948), s katero je imel dva sinova. Wallaceva je ob Toneju nastopila v filmih Jigsaw in The Man on the Eiffel Tower.
- igralka Dolores Dorn (1956–1959), s katero je nastopil v filmu Striček Vanja.[16]

## Smrt
Tone je leta 1968 umrl v New Yorku za pljučnim rakom. Njegove ostanke so upepelili, pepel pa raztrosili naokoli.
Za svoj prispevek k filmski industriji so Toneja nagradili z zvezdo na Hollywoodski aleji slavnih. Njegova zvezda se nahaja na naslovu Hollywood Blvd. 6558.

## Izbrana filmografija
| Leto      | Naslov                        | Vloga                           | Opombe                                                          |
| --------- | ----------------------------- | ------------------------------- | --------------------------------------------------------------- |
| 1932      | The Wiser Sex                 | Phil Long                       |                                                                 |
| 1933      | Today We Live                 | Ronnie                          |                                                                 |
| 1933      | Gabriel Over the White House  | Hartley »Beek« Beekman          |                                                                 |
| 1933      | Midnight Mary                 | Thomas »Tom« Mannering, Jr.     |                                                                 |
| 1933      | Dancing Lady                  | Tod Newton                      |                                                                 |
| 1933      | Stage Mother                  | Warren Foster                   |                                                                 |
| 1934      | Moulin Rouge                  | Douglas Hall                    |                                                                 |
| 1934      | Sadie McKee                   | Michael Alderson                |                                                                 |
| 1934      | The World Moves On            | Richard Girard                  |                                                                 |
| 1934      | The Girl from Missouri        | T.R. Paige, Jr.                 | Znan tudi pod naslovoma 100 Per Cent Pure in Born to Be Kissed. |
| 1934      | Gentlemen Are Born            | Bob Bailey                      |                                                                 |
| 1935      | The Lives of a Bengal Lancer  | Lieutenant Forsythe             |                                                                 |
| 1935      | Reckless                      | Robert »Bob« Harrison, Jr.      |                                                                 |
| 1935      | No More Ladies                | Jim »Jimsy Boysie« Salston      |                                                                 |
| 1935      | Upor na ladji Bounty          | Roger Byam                      | Nominacija: oskar za najboljšega igralca                        |
| 1935      | Dangerous                     | Don Bellows                     |                                                                 |
| 1936      | The Unguarded Hour            | sir Alan Dearden                |                                                                 |
| 1936      | Suzy                          | Terry                           |                                                                 |
| 1936      | The Gorgeous Hussy            | John Eaton                      |                                                                 |
| 1936      | Love on the Run               | Barnabus Pells                  |                                                                 |
| 1937      | Quality Street                | dr. Valentine Brown             |                                                                 |
| 1937      | The Bride Wore Red            | Giulio                          |                                                                 |
| 1937      | Man-Proof                     | Jimmy Kilmartin                 |                                                                 |
| 1938      | Three Comrades                | Otto Koster                     |                                                                 |
| 1938      | Three Loves Has Nancy         | Robert »Bob« Hanson             |                                                                 |
| 1939      | Fast and Furious              | Joel Sloane                     |                                                                 |
| 1943      | Five Graves to Cairo          | Cpl. John J. Bramble/Paul Davos |                                                                 |
| 1943      | Pilot No. 5                   | George Braynor Collins          |                                                                 |
| 1944      | Phantom Lady                  | Jack Marlow                     |                                                                 |
| 1944      | Dark Waters                   | dr. George Grover               |                                                                 |
| 1948      | I Love Trouble                | Stuart Bailey                   |                                                                 |
| 1948      | Every Girl Should Be Married  | Roger Sanford                   |                                                                 |
| 1949      | Jigsaw                        | Howard Malloy                   | Znan tudi pod naslovom Gun Moll.                                |
| 1949      | Without Honor                 | Dennis Williams                 | Znan tudi pod naslovom Woman Accused.                           |
| 1950      | The Man on the Eiffel Tower   | Johann Radek                    | Sodeloval tudi kot producent.                                   |
| 1951      | Here Comes the Groom          | Wilbur Stanley                  |                                                                 |
| 1955      | Four Star Playhouse           | Ben Chaney                      | Epizoda »Award«                                                 |
| 1956      | General Electric Theater      | Charles Proteus Steinmetz       | Epizoda »Steinmetz«                                             |
| 1957      | The Kaiser Aluminum Hour      | Arthur Baldwin                  | Epizoda »Throw Me a Rope«                                       |
| 1957      | Striček Vanja                 | dr. Astroff                     | Sodeloval tudi kot producent in režiser.                        |
| 1958      | Westinghouse Desilu Playhouse | Candy Lombe                     | Epizoda »The Crazy Hunter«                                      |
| 1959      | The Alfred Hitchcock Hour     | Oliver Mathews                  | Epizoda »The Impossible Dream«                                  |
| 1960      | Bonanza                       | Denver McKee                    | Epizoda »Denver McKee«                                          |
| 1961      | The Twilight Zone             | polkovnik Archie Taylor         | Epizoda »The Silence«                                           |
| 1962      | Advise & Consent              | predsednik                      |                                                                 |
| 1962–1967 | Ben Casey                     | dr. Daniel Niles Freeland       | 27 epizod                                                       |
| 1964      | See How They Run              | Baron Frood                     | Televizijski film.                                              |
| 1964      | Alfred Hitchcock Presents     | The Great Rudolph               | Epizoda »The Final Performance«                                 |
| 1965      | In Harm's Way                 | admiral Kimmel                  |                                                                 |
| 1965      | The Virginian                 | Murdock                         | Epizoda »Old Cowboy»Tom«                                        |
| 1967      | Run for Your Life             | Judge Taliaferro Wilson         | Epizoda »Tell It Like It Is«                                    |
| 1968      | Nobody Runs Forever           | veleposlanik Townsend           | Znan tudi pod naslovom The High Commissioner                    |

## Gledališka kariera
| Datum                                 | Predstava                  | Vloga                  |
| ------------------------------------- | -------------------------- | ---------------------- |
| 19. oktober - november 1927           | The Belt                   | Bunner                 |
| 29. november - november 1928          | Centuries                  | Yankel                 |
| 12. januar - februar 1928             | The International          | David Fitch            |
| 27. november 1928 - maj 1929          | The Age of Innocence       | Newland Archer, Jr.    |
| 24. maj - maj 1929                    | Striček Vanja              | Mikhail lvovich Astrov |
| 11. november - december 1929          | Cross Roads                | Duke                   |
| 17. december 1929 - februar 1930      | Red Rust                   | Fedor                  |
| 14. april - junij 1930                | Hotel Universe             | Tom Ames               |
| 20. oktober 1930 - marec 1931         | Pagan Lady                 | Ernest Todd            |
| 26. januar - 21. marec 1931           | Green Grow the Lilacs      | Curly McClain          |
| 28. september - december 1931         | The House of Connelly      | Will Connelly          |
| 10. december 1931 - december 1931     | 1931                       |                        |
| 9. marec 1932 - marec 1932            | Night Over Taos            | Federico               |
| 24. maj - junij 1932                  | A Thousand Summers         | Neil Barton            |
| 26. september 1932 - januar 1933      | Success Story              | Raymond Merritt        |
| 5. januar - maj 1939                  | The Gentle People          | Harold Goff            |
| 6. marec - 18. maj 1940               | The Fifth Column           | Philip Rawlings        |
| 7. februar - 19. maj 1945             | Hope for the Best          | Michael Jordan         |
| 17. december 1953 - 13. november 1954 | Oh, Men! Oh, Women!        | Alan Coles             |
| 19. - 30. januar 1955                 | The Time of Your Life      | Joe                    |
| 2. maj - 29. junij 1957               | A Moon for the Misbegotten | James Tyrone, Jr.      |
| 22. - 27. maj 1961                    | Mandingo                   | Warren Maxwell         |
| 11. marec - 29. junij 1963            | Strange Interlude          | Professor Henry Leeds  |
| 24. september 1963                    | Bicycle Ride to Nevada     | Winston Sawyer         |